# Rittersbach (Kocher)
Der Rittersbach ist ein über 2 km langer Bach im Gemeindegebiet von Rosengarten im baden-württembergischen Landkreis Schwäbisch Hall, der im Rosengartener Weiler Tullau von links und Westsüdwesten in den dortigen Mühlkanal neben dem mittleren Kocher mündet.
Sein linker und offizieller Oberlauf ist 1,4 km lang und hat ein ca. 1,1 km² großes Teileinzugsgebiet, sein rechter Oberlauf ist der Blümelbach.

## Geographie

### Verlauf
Der Rittersbach entsteht auf etwa 363 m ü. NHN am Südrand des Rosengarten Weilers Raibach an einer Feldwegkreuzung als ein Graben neben einem der Wirtschaftswege. Dieser mündet bald in die K 2594, welche von Hohenholz zur B 19 in Richtung Schwäbisch Hall führt, und der Rittersbach unterquert in östlicher Richtung die Kreisstraße. Er beginnt nun, sich in seiner Mulde zunächst noch langsam einzugraben, eine den Bach begleitende Baumgalerie setzt ein, der Bach kreuzt auch noch die B 19, fließt dann beständig etwa ostnordostwärts und sein Tal entwickelt sich zur Waldklinge zwischen den Gewannen Lächleräcker links und Mittelbühl rechts.
Aus der Klinge tritt er in die tiefliegende Flurlandschaft um Tullau aus, die wie ein Amphitheater in das Rund der Steilhänge von den Höhenlagen herab eingelassen ist.  Dort nimmt er, von einer Baumgalerie begleitet, bald den von einer anderen begleiteten Lauf seines einzigen Zuflusses Blümelbach von rechts auf; das Bett beider Gewässer liegt hier zwei bis drei Meter unter Geländeniveau. Dann passiert er den niedrigen Höcker des Steinbühls zu seiner Linken. Er erreicht den Ortsrand Tullaus, wo er in einer Verdolung verschwindet, über deren Anfangsstück ein auffallende schmales, etwa zwei Dutzend Meter langes ländliches Gärtchen angelegt ist.
Im Weiteren folgt die Verdolung der im Muldentiefsten laufenden Trasse der Kirchgasse und passiert dabei bald das rechts auf einem niedrigen Hügel stehende Schloss Tullau, einen öffentlichen Trogbrunnen links im Winkel der zulaufenden Wirtsgasse und die rechts auf Straßenniveau stehende Wolfgangskirche. Zuletzt quert er die den Weiler erschließende L 2597, im Ort Mühlstraße genannt, und mündet dann sogleich auf etwa 287 m ü. NHN von links in den örtlichen Mühlkanal links des mittleren Kochers.
Der Rittersbach hat einen 2,2 km langen Lauf mit mittleren Sohlgefälle von etwa 36 ‰ und mündet etwa 77 Höhenmeter unter seinem Laufbeginn.

### Blümelbach
Der Blümelbach ist der rechte, gegenüber dem Rittersbach genannten linken sogar etwas längere Oberlauf des Rittersbach. Er entspringt am Ostrand des Weilers Hohenholz neben der K 2594 auf etwa 371 m ü. NHN und fließt fast bis zuletzt etwa nordöstlich. Zunächst folgt er einem Feldweg bis zur B 19, unterquert diese und tritt etwas danach in seine Waldklinge zwischen Mittelbühl links und dem Gewann Blumlenshalde  rechts ein. An deren Ende wendet er sich in der Flur südwestlich von Tullau von einer Baumgalerie begleitet nach Nordwesten und mündet etwa 150 Meter weiter von rechts und auf etwa 310 m ü. NHN in den Rittersbach. Der Blümelbach ist etwa 1,7 km lang und damit wenig länger als der bis zu seiner Zumündung erst 1,4 km lange Rittersbach, er hat ein mittleres Sohlgefälle von etwa 30 ‰ und mündet etwa 51 Höhenmeter unterhalb seines Ursprungs. Sein Teileinzugsgebiet von etwa 0,9 km² bleibt unter dem etwa 1,1 km² großen des Rittersbach-Oberlaufs bis zum Zusammenfluss.

### Einzugsgebiet
Der Rittersbach hat ein etwa 2,4 km² großes Einzugsgebiet, das naturräumlich gesehen im Unterraum Haller Bucht mit Rosengarten der Hohenloher und Haller Ebene liegt. Am höchsten ist es auf der großen Ebene im Westen, wo am Rand Höhen bis etwa 373 m ü. NHN erreicht werden.
Es grenzt reihum im Norden an das des Geißklingenbachs, mündungsnah ganz im Nordosten dann an das von dessen Vorfluter Luckenbach, der nur wenig unterhalb des den Rittersbach aufnahmenden Mühlkanals in den Kocher mündet. An der Südostseite fließt vor dem Nordrand von Uttenhofen ein kleiner Bach über eine Klinge zum Kocher oberhalb. Die noch folgenden Konkurrenten sind alle linke, nacheinander immer höhere Zuflüsse der ein weites Stück oberhalb des Rittersbachs den Kocher speisenden Bibers, der Wolfringenbach im Süden, der Ritterbach (!) im Südwesten und der Kressenbach im Nordwesten.
Das Einzugsgebiet gliedert sich in zwei deutliche getrennte Teile, die Hochebene im Westen und die viel kleinere aufgelassene Kocherschlinge um Tullau. Am Hang dieser und in den tiefen Klingeneinschnitten der Bäche zuvor steht Wald, überall sonst liegt offene Agrarlandschaft, die weit überwiegend ackerbaulich genutzt wird.
Die Siedlungsplätze im Gebiet sind der zur Gemeinde Rosengarten gehörende Mündungsweiler Tullau, der zum größten Teil innerhalb liegt, wenige Gebäude des überwiegend außerhalb stehenden Weilers Raibach der Gemeinde im Nordwesten und der größere Teil des zu Gemarkung des Stadtteils Bibersfeld von Schwäbisch Hall gehörenden Weilers Hohenholz im Südwesten. Einen kleinen Zwickel Schwäbisch Hall-Bibersfelder Gemarkung um Hohenholz allein ausgenommen, gehört das Einzugsgebiet ganz zur Uttenhofener Teilgemarkung der Gemeinde Rosengarten.

### Zuflüsse und Seen
Liste der Zuflüsse von der Quelle zur Mündung. Gewässerlänge, Einzugsgebiet und Höhe nach den entsprechenden Layern auf der Onlinekarte der LUBW. Andere Quellen für die Angaben sind vermerkt.
Ursprung des Rittersbachs auf etwa 363 m ü. NHN am Südrand des Rosengarten Weilers Raibach an einem Feldwegkreuz. Der Bach läuft zunächst etwa westwärts im Graben neben dem Langwiesenweg bis zur B 19 und gräbt sich nach deren Unterquerung dann ostnordöstlich ohne begleitenden Weg in seine Waldklinge.
- Blümelbach, von rechts und zuletzt Südosten auf etwa 310 m ü. NHN kurz nach dem Klingenaustritt an den Oberen Wiesen der verlassenen Tullauer Kocherschlinge, 1,7 km und ca. 0,9 km².[LUBW 4] Entsteht auf etwa 371 m ü. NHN am Ostrand des Schwäbisch Haller Weilers Hohenholz und fließt zunächst lange nordostwärts.
Bis zu diesem Zufluss ist der Rittersbach selbst 1,4 km lang und hat ein ca. 1,1 km² großes Teileinzugsgebiet.
- Weniger als hundert Meter gegenüber der Blümelbach-Mündung entsteht in den feuchten Oberen Wiesen ein von Beginn an recht wasserreicher Graben nach anfangs Nordosten, der den Tullauer Steinbühl an dessen Nordwestseite entlangfließt und nach Lauf am Rand eines links liegenden Feldes am Bebauungsrand Tullaus dauerhaft in einer Verdolung verschwindet. Er dürfte, nach dem Höhenlinienbild geschlossen, am ehesten zuletzt der Wirtsgasse folgend in den verdolten untersten Rittersbach münden, könnte aber auch wenig abwärts des Rittersbachs in den Mühlkanal geführt werden. Im erstgenannten Fall ist dieser Bach ca. 0,6 km[LUBW 5] lang und hat ein ca. 0,2 km² großes Einzugsgebiet.

Mündung des Rittersbachs von links und zuletzt Westsüdwesten auf ca. 287 m ü. NHN in Rosengarten-Tullau gegenüber der Einmündung der Kirchgasse in die Mühlstraße (K 2597) in den Mühlkanal links des mittleren Kochers. Der Rittersbach ist 2,2 km lang und hat ein etwa 2,4 km² großes Einzugsgebiet.

## Geologie
Der Rittersbach beginnt seinen anfänglichen Grabenlauf in einer  Schicht Lösssediment aus quartärer Ablagerung, die weit über das Einzugsgebiet hinaus die Höhen zwischen der Bibers und dem Kocher einnimmt. Schon bald erreicht er etwa an seiner Kreuzung mit der K 2504 von Hohenholz in Richtung B 19 den darunter liegenden Lettenkeuper (Erfurt-Formation). Dort beginnt seine zunächst noch langsame Eintiefung, die sich erst jenseits der Bundesstraße verstärkt, worauf er sich schon bald in eine der landschaftstypischen bewaldeten Klingen in den Oberen Muschelkalk eingeschnitten hat. Diese Schicht bildet auch die Stufe zwischen der Hochebene im Westen und der verlassenen Kocherschlinge um Tullau, in die er aus der Klinge überwechselt. Darin verläuft er bis zuletzt in Schwemmland und passiert den linksseits stehenden, allenfalls zehn Meter hohen Höcker Steinbühl, den aus Muschelkalk bestehenden Umlaufbergrest der ehemaligen Schlinge. Im unteren Teil seines Laufes darin liegt bis nah an den Bachlauf heran lösshaltige Fließerde, ebenso am Nordrand der Schlinge.
Am zweiten, schon früh in der Flussschlinge in der Rittersbach mündenden Oberlauf Blümelbach findet sich entlang dem Lauf dieselbe Schichtenfolge, seine Klinge ist etwas kürzer.

## Flussgeschichte
In orographischer und geologischer Hinsicht am auffälligsten im Einzugsgebiet ist sicher der allenfalls etwa zehn Meter hohe Höcker Steinbühl, der Umlaufberg der alten Kocherschlinge etwa in deren Mitte. Bergseits von diesem liegt der Sattel zwischen den beiden Bachmulden rechts und links von ihr auf etwa 307 m ü. NHN, nur etwa 20 Höhenmeter über der Mündung des Rittersbachs. Die Schlinge wurde also erst in geologisch jüngerer Zeit durchbrochen, wofür auch die frühere Mühle mit dem Mühlkanal (heute eine Fabrik) an der Durchbruchstelle spricht. Solche Plätze waren wegen dort noch nicht ausgeglichenen Gefälles beliebte Mühlenstandorte.
Auf der Gewässerstrecke zwischen Rosengarten-Westheim und Untermünkheim gibt es mehrere alte Schlingen und Hochterrassen des Kochers, die von Tullau ist davon die größte.
Eine Karte aus der ersten Hälfte des 20. Jahrhunderts zeigt keinen durchgehenden Rittersbach wie heute, vielmehr endet dort der Lauf kurz nach dem Austritt aus seiner Klinge. Etwas weiter abwärts, etwa am erwähnten Sattelpunkt, ist dann eine Quelle eingezeichnet, die den folgenden Lauf speist. Endstück des oberen und Anfangsstück des unteren Laufs liegen näher als der heutige Lauf am Ursprung des links am Steinbühl verlaufenden Grabens, der dort fehlt. Es bleibt offen, ob damals (bei wohl noch nicht so starker Eintiefung des Rittersbachs nach dem Klingeneintritt) auch der linksseitige Graben vom oberen Rittersbach gespeist wurde oder ob vielleicht das Kartenbild dort unzuverlässig ist.

## Natur und Schutzgebiete
Nachdem die Baumgalerie schon etwas zuvor einsetzt, beginnt der Rittersbach nach der B 19 sich einzutiefen und über weniger als zwei Meter breiten Bett leicht zu pendeln. Er schüttet Sand- und Kiesbänke auf und zuweilen bricht das Ufer ab. Etwas später im Gewann Rumel seiner Klinge verbreitert sich der begleitende Baumbestand beidseits bis zum Oberhang hoch. Am Austritt in die alte Kocherschlinge setzt der Wald abrupt aus, aber den offenbar dort begradigten und zunächst stark ins Schwemmland eingetieften Bach begleitet weiterhin eine Galerie. Abschnittsweise läuft er in Betonschalen. Wo er den linksseits stehenden Steinbühl passiert, folgt ihm ein Feldweg, der Bach ist nun weniger eingetieft und auch teilweise mit Steinen verbaut. Am Ortsrand von Tullau geht er in seine Verdolung, in der er bis zu seiner Mündung bleibt.
Den Blümelbach, der dort recht naturnah, aber eher gerade läuft,  begleitet schon vor der Bundesstraße eine Baumgalerie. Auf diesem Abschnitt kann der Durchfluss aussetzen. Nach der Bundesstraße beginnt er etwas zu pendeln und sich stärker zu einer Klinge einzutiefen. Auch er ist nach seinem Austritt in die alte Kocherschlinge und seiner Linkswende recht gerade, eingetieft und von einem Heckenstriefen begleitet.
Der noch vor dem Steinbühl einsetzende, linksseits an diesem vorbeilaufende Graben entsteht in einer feuchten Wiesen, die augenscheinlich etwas über dem dort tief in seiner Rinne laufenden Rittersbach entsteht und also zumindest heute nicht von diesem her gespeist sein kann, sondern offenbar vom Hang der Flussschleife. Er verläuft dann bis zu seiner Verdolung am nordwestlichen Weilerrand als gerader, fast kahler Graben hart an einem Feld entlang.
Beidseits an den Hängen des Umlaufhöckers Steinbühl  stehen Feldhecken, auf einer Seite auch Lesesteine aus Kalk von einem sehr schmalen Feldstück darauf. Im Untergrund des Höckers steht also Muschelkalk an, während das tiefere Terrain rechts und links von ihm von Schwemmland bedeckt ist.
Die beiden Bachklingen im Muschelkalk und der Abhang in die alte Kocherschlinge herab gehören zum Naturschutzgebiet Kochertal zwischen Westheim und Steinbach einschließlich Klingenbach sowie Geiß- und Eselsklinge. Der Mittelbühl zwischen den beiden Bachklingen und teils auch noch Gelände auf den anderen Bachseiten gehören ostwärts der Bundesstraße zum Landschaftsschutzgebiet Kochertal zwischen Westheim und Steinbach mit Seitenklingen und Randgebieten, dazu unterhalb den Hängen zur Kocherschlinge dann auch ein Großteil von dieser teils bis an den Tullauer Ortsrand.

### LUBW
Amtliche Online-Gewässerkarte mit passendem Ausschnitt und den hier benutzten Layern: Lauf und Einzugsgebiet des Rittersbachs

Allgemeiner Einstieg ohne Voreinstellungen und Layer: Daten- und Kartendienst der Landesanstalt für Umwelt Baden-Württemberg (LUBW) (Hinweise)
1. 1 2 3 4 5  Höhe nach dem Höhenlinienbild auf dem Hintergrundlayer Topographische Karte.
2. 1 2 3 4  Länge nach dem Layer Gewässernetz (AWGN).
3. ↑  Länge nach dem Layer Gewässernetz (AWGN), ergänzt um ein kleines, auf der Gewässerkarte nicht berücksichtigtes Anfangsstück, das auf dem Hintergrundlayer Topographische Karte abgemessen wurde.
4. 1 2  Einzugsgebiet abgemessen auf dem Hintergrundlayer Topographische Karte.
5. ↑  Länge abgemessen auf dem Hintergrundlayer Topographische Karte.
6. ↑  Einzugsgebiet nach dem Layer Basiseinzugsgebiet (AWGN), vermindert um das auf dem Hintergrundlayer Topographische Karte abgemessene, direkt in den  Mühlkanal entwässernde Teileinzugsgebiet von diesem. Das Teileinzugsgebietes des Grabens linksseits des Steinbühls wurde dabei zum Rittersbach geschlagen.
7. ↑  Schutzgebiete nach den einschlägigen Layern, Natur teilweise nach dem Layer Biotop.

### Andere Belege
1. ↑  Wolf-Dieter Sick: Geographische Landesaufnahme: Die naturräumlichen Einheiten auf Blatt 162 Rothenburg o. d. Tauber. Bundesanstalt für Landeskunde, Bad Godesberg 1962. → Online-Karte (PDF; 4,7 MB)
2. ↑  Geologie nach den Layern zu Geologische Karte 1:50.000 auf: Mapserver des Landesamtes für Geologie, Rohstoffe und Bergbau (LGRB) (Hinweise). Ein ähnliches Bild bietet die geologische Karte des Naturparks Schwäbisch-Fränkischer Wald 1:50.000, herausgegeben vom Landesamt für Geologie, Rohstoffe und Bergbau Baden-Württemberg, Freiburg i. Br. 2001.
3. ↑  Alter Verlauf nach dem
  - Meßtischblatt 6924 Gaildorf von 1930 in der Deutschen Fotothek